# Thomas Bak
Thomas Tadeus Bak es un artista visual, director artístico, escritor y compositor alemán conocido principalmente por sus obras en el campo del diseño y la fotografía. Las perspectivas de su trabajo son originales y de una naturaleza altamente estética. Además, es considerado uno de los pioneros de la fotografía «gótica» y «neosurrealista».

## Biografía
Bak nació en Szczecin, Polonia, y emigró a Alemania en 1981.[1] A los once años fue nombrado el «Ilustrador Más Joven de Alemania»[2] por un periódico de renombre gracias a su primera publicación en una revista gráfica para lectores adultos. Estudió diseño gráfico, pintura y fotografía en la Universidad de Arte de Bremen (Hochschule fuer Kuenste Bremen) donde fue elegido dos veces «Diseñador Gráfico Oficial de la HfK». Mantuvo este título desde 1999 hasta 2004 y estuvo a cargo del diseño de la mayoría de publicaciones académicas creadas durante esos años.[3] En el año 2000 fue galardonado con el Premio de Arte de los Estados federados de Bremen y Berlín. Terminó sus estudios de «Magister Artium» y fue invitado a Japón para trabajar como «artista en residencia» para el Tokyo Journal y la Nagoya University of Arts (NUA). Trabajó como director artístico en diversas agencias de publicidad y estudios de diseño conocidos y posteriormente, a la edad de veintisiete años, impartió la «Master Class of Photography» en la International Academy of Arts (IAA) [4] en Alemania, Francia y Polonia. Fue el fotógrafo más joven en ser condecorado con el Premio de Reinhart Wolf y el Premio del BFF (Bund Freischaffender Foto-Designer) como el «Mejor de los Mejores» en el año 2004 [6].
Sus obras se exhiben internacionalmente en diversas publicaciones, galerías prestigiosas y museos estatales. También ha creado famosas portadas de discos [5] entre las que destacan los trabajos para Peter Murphy (exvocalista de Bauhaus) y Dalis Car. Además ha establecido estudios de arte en Los Ángeles, París y Hamburgo.
En la actualidad está centrando principalmente en su editorial de libros raros y en la exploración de nuevas formas de expresión fotográfica y de diseño.